# Нишанташъ
Нишанташъ (на турски: Nişantaşı) е луксозен, предимно светски жилищен квартал в район Шишли в европейската част на Истанбул, Турция. Квартал Нишанташъ има четири квартала: Тешвикийе, Мачка, Османбей и Пангалтъ. Центърът на квартал Нишанташъ е в квартал Тешвикийе, който е отделен от квартал Османбей на запад от булевардите Вали Конагъ и Румели. Османбей е отделен от квартала Пангалтъ по-нататък на запад от оживения булевард Халаскаргази в Шишли. Квартал Мачка е непосредствено на юг от Тешвикийе. Нишанташъ е популярен търговски квартал, пълен с бутици, универсални магазини, кафенета, пъбове, ресторанти и нощни клубове. Много от улиците все още са пълни с изискани жилищни блокове от 19-ти и началото на 20-ти век. Директно на юг се намира големият и горист парк Мачка, а на изток е район Бешикташ.
Нишанташъ осигурява фона на няколко романа на Нобеловия лауреат, турския писател Орхан Памук, местен жител от много години. Журналистът Едже Темелкуран сравнява квартала с Гринуич Вилидж, Манхатън.
Най-близката спирка на метрото до централната част на квартал Нишанташъ е метростанция Османбей на линия М2. Много автобусни линии и услуги за долмуш се движат нагоре и надолу по булевард Халаскаргази, свързвайки Нишанташъ с Таксим и Меджидийекьой.

## История
В средата на 19-ти век Нишанташъ е основан от османския султан Абдул Меджид I, който издига чифт малки обелиски, за да определи обхвата на новия квартал. Абдул Меджид I е този, който нарежда изграждането на неокласическата полицейска станция Тешвикийе и нео-бароковата джамия Тешвикийе, за да се създаде подходящ квартал, насърчавайки жителите на Константинопол да се заселят в района (оттук и името Тешвикийе, което означава „насърчение“ на османски турски).
Думата Нишанташъ (nişan taşı) на турски означава „камък-мишена“ или по-точно „камък за прицелване“. През османския период са издигнати прицелни камъни, за да отбележат записите на османските стрелци, включително султаните. Оформени като малки обелиски или колони с османски турски надписи върху тях, някои от тези мишени все още служат като паметници на миналото на Нишанташъ, техните надписи записват кога е изстреляна определена стрела и от кого, както и записват разстоянието, което е прелетяла.
След Балканските войни от 1912 – 1913 г. много турци от Македония, особено Солун (Селяник, който е бил османски метрополис до 1912 г.), се заселват в квартал Нишанташъ в Истанбул, включително семейството на известния турски поет Назъм Хикмет. Освен турците, в квартала има и значителни гръцки, еврейски, арменски и левантийски общности.
През 1923 г. много Дьонме се преселват в района от Солун след гръцко-турския обмен на население. Пристигайки в Нишанташъ, те започват да живеят в изоставени гръцки къщи и апартаменти. Няколко от техните потомци все още живеят в Нишанташъ, където те са тясно сплотена общност.

## Атракции
На булевард Вали Конагъ се намира къщата на турския архитект Ведат Тек, проектирана и построена от самия него през 1913 – 1914 г. Фасадата му показва много от характеристиките на стила на Първата национална архитектура, с който той е бил свързан, включително дебели ланцетни прозорци, панели с плочки и изпъкнали каменни кръгове в селджукски стил.
Построена през 1853 г. на мястото на по-стара джамия, елегантната Тешвикийе джамия някога е била свързвана с Дьонмес, които са пристигнали от Салоника (сега Тесалоники) по време на обмена на население през 1923 г. между Гърция и Турция. Погребението на основателя на Atlantic Records, Ахмет Ертегун, се състои тук през 2006 г. Два мишени (нишан ташъ) за стрелба с лък, датиращи от края на 18-ти и началото на 19-ти век, стоят в двора на джамията. В квартала има множество други прицелни камъни; един от най-известните примери, наречен Анът Таш и оформен като малък обелиск, се намира на ъгъла между булевард Тешвикийе и булевард Вали Конагъ.
През 1979 г. Абди Ипекчи, главен редактор на всекидневника Milliyet (който тогава е собственост на семейство Караджан и отразява кемалистки, секуларистки и лявоцентристки възгледи), е застрелян и убит близо до джамията Тешвикийе от Мехмет Али Агджа, човекът, който извършва атентата срещу папа Йоан Павел II през 1981 г. Мемориална статуя отбелязва мястото, където е убит Абди Ипекчи. Той е братовчед на Исмаил Джем Ипекчи (който е бил министър на културата и туризма през 1995 г. и министър на външните работи между 1997 и 2002 г.) и Джемил Ипекчи (известен турски моден дизайнер).
Хотел Парк Хаят се помещава в сградата Мачка Палас, която започва живота си като жилищен блок, проектиран от Джулио Монгери през 1922 г. В различни периоди е обитаван от третия турски президент Джелял Баяр, поета и политика Абдюлхак Хамид Тархан и Тургай Шерен, вратар на футболния отбор Галатасарай.

## Образователни съоръжения
Техническата гимназия Мачка (Maçka Teknik Lisesi) първоначално е проектирана от Джулио Монгери и построена от италианците, за да служи като новото посолство на страната им в Истанбул. Въпреки това, когато Анкара става новата столица на Турция през 1923 г., тя е дарена на Турската република. Строителните работи са завършени едва през 1970 г., когато е превърнато в техническо училище.
На булевард Нишанташъ има три държавни основни училища (основно училище Нилюфер Хатун, основно училище Саит Чифтчи и основно училище Мачка) и две държавни гимназии (гимназия Рюштю Узел, гимназия Нури Акън).
Престижното Feyziye Mektepleri Vakfı Işık Okulları (Feyziye Schools Foundation Işık Private Schools) е частно училище, включващо детска градина, основно училище и гимназия. Създадено е през 1885 г. като начално училище „Шемси ефенди“ в османския град Селяник (Мустафа Кемал Ататюрк, основателят и първият президент на Република Турция, е бил ученик в основното училище „Шемси ефенди“).
Тук се намират и няколко факултетни сгради на Истанбулския технически университет (ITU) и университета Мармара. ITU се помещава в някогашната казарма Мачка, проектирана от членове на фамилията архитекти Балян.

## Галерия
- Мачка Палас (1922), проектирана от Джулио Монгери, помещава хотел Парк Хаят, Emporio Armani, Armani Café и магазини Gucci.
- Жилищни сгради в стил арт нуво в Тешвикийе, Нишанташъ.
- Жилищни сгради в стил арт нуво в Тешвикийе, Нишанташъ.
- Булевард Абди Ипекчи в Нишанташъ.
- Хотел St. Regis в Тешвикийе, Нишанташъ.
- Сгради в Тешвикийе, Нишанташъ.
- Тешвикийе джамия в Тешвикийе, Нишанташъ.
- Измир Палас в Нишанташъ.
- „Прицелен камък“ (nişan taşı) за стрелба с лък, един от двата в двора на Тешвикийе джамия в Тешвикийе, Нишанташъ.
- Паметник на Абди Ипекчи в Нишанташъ.
- Хотел Парк Хаят, Мачка